# Presszange

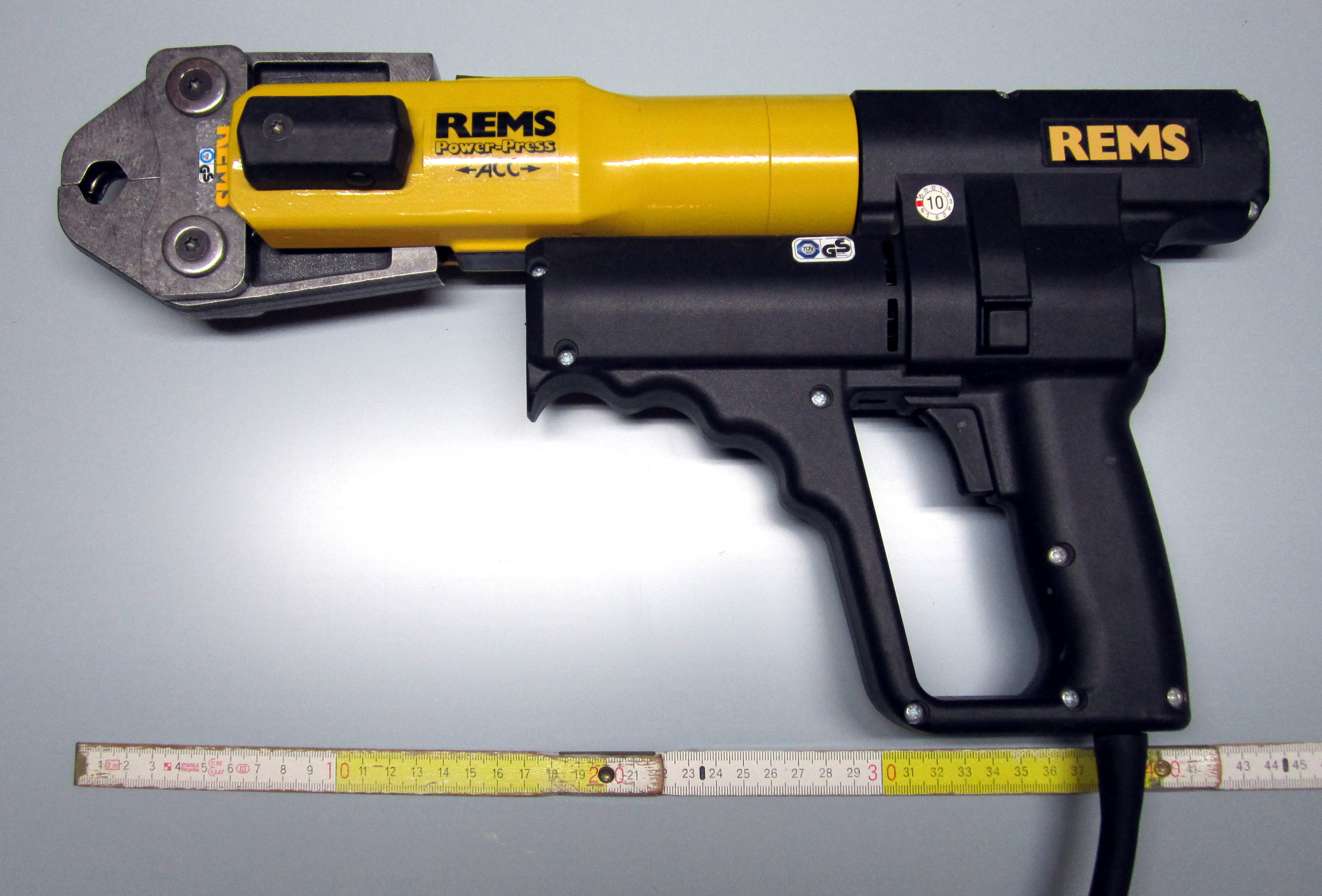
Elektrische Radial-Presszange für Pressfittinge

Eine Presszange oder Pressmaschine ist ein manuell, pneumatisch oder elektrisch betriebenes Werkzeug zum Herstellen einer Pressverbindung wie beispielsweise von Pressfittingen in Rohrsystemen.

## Funktionsweise Radialpresse
Pressfittinge für Rohrsysteme werden durch das Aufbringen eines hohen, auf den gesamten Umfang des Fittings radial wirkenden Pressdruckes verpresst. Die den Fitting umschließenden Pressbacken müssen dabei in Form und Durchmesser auf das jeweilige Verbindungssystem angepasst sein. Elektrische Pressen haben dazu Presskräfte bis zu 100 kN. Meist wird hör- und sichtbar angezeigt, dass ein kompletter Presszyklus durchlaufen wurde, d. h. die Pressbacken bis zum Endanschlag zusammengepresst wurden. Ein unvollständiger Pressvorgang kann zu undichten Verbindungen führen. Um verklemmte Presszangen – z. B. bei nicht zum Rohrdurchmesser passenden Pressbacken – wieder öffnen zu können, können die Presszangen meist reversiert werden.
Bei handbetriebenen Presszangen sind sehr lange Hebel notwendig, um die hohen erforderlichen Kräfte aufzubringen.